# Papas arrugadas

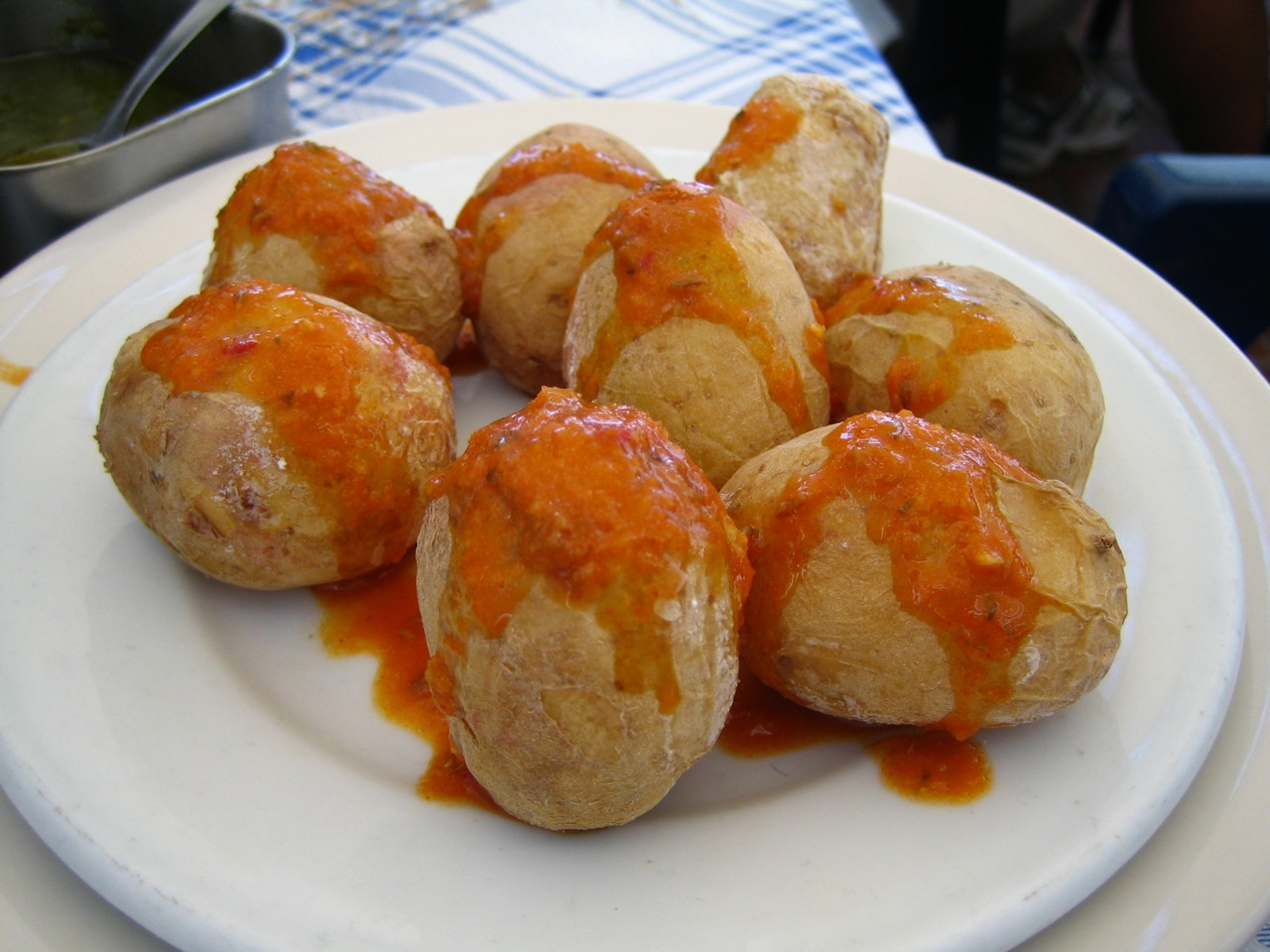
Papas arrugadas met rode mojo

Papas arrugadas (ook wel Papas arrugás genoemd) is een aardappelgerecht van de Canarische Eilanden. 
Het wordt zowel als voorgerecht (tapa) gegeten als ook als onderdeel van het hoofdgerecht met vlees of vis.

## Bereidingswijze
Voor een goede bereiding dienen kleine, kort geleden geoogste aardappelen gebruikt te worden. Deze worden ongeschild gekookt in zeewater of gewoon in zeer zout water. Hierdoor vormt zich een zoutlaagje aan de buitenkant. De schil kreukelt (arrugar betekent kreukelen), maar blijft wel aan de aardappelen vastzitten. De kok kan er ook voor kiezen om na verloop van tijd het zoute water grotendeels af te gieten en de aardappelen daarna droog te koken waardoor de aardappels kreukelen en er een zoutkorst ontstaat. Oorspronkelijk werden de aardappelen in zeewater gekookt, bij gebrek aan zoet water op de eilanden. 
De aardappelen worden geserveerd met rode of groene mojosaus en met schil en al opgegeten.